# Jiří Krytinář

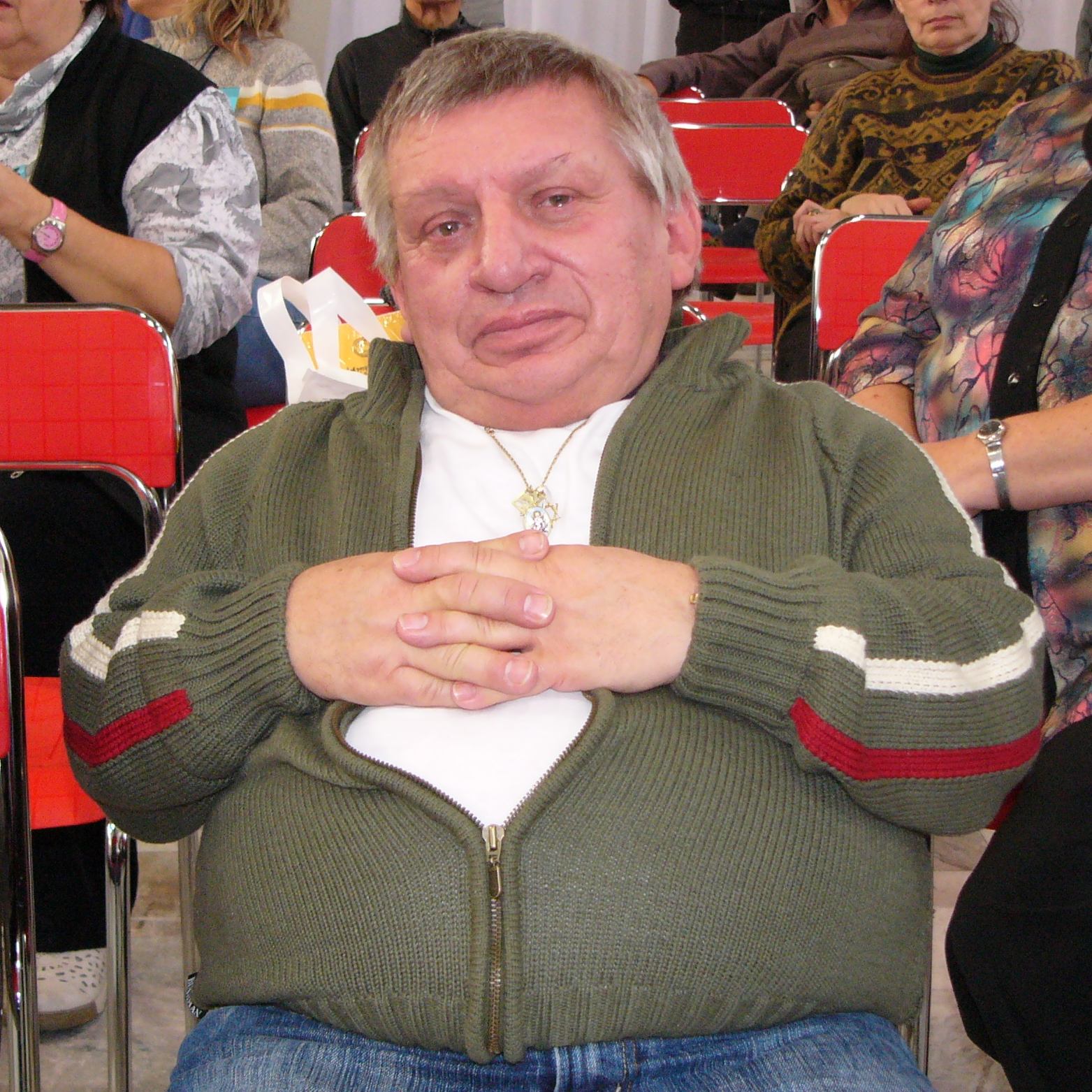
Jiří Krytinář (2007)

Jiří Krytinář (* 28. April 1947 in Sejřek, Tschechoslowakei; † 29. September 2015 in Prag) war ein tschechischer Schauspieler.

## Leben und Wirken
Krytinář litt seit seiner Kindheit an einer Knochenerkrankung. Er absolvierte zunächst eine Ausbildung zum Uhrmacher, wandte sich dann aber 1969 der Schauspielerei zu. 1981 erhielt er ein Engagement der Barrandov-Studios, gleichzeitig spielte er im Alhambra-Theater (1981–1996) und im Prager Kindertheater (1992–1994). Über Krytinářs Leben drehte der Regisseur Ivan Vojnar im Jahr 1993 einen Dokumentarfilm unter dem Titel Nespavost.
Der nur 1,24 m große Krytinář wurde in Europa besonders durch die Darstellung des Zwergs Stink in der Fernsehserie Die Märchenbraut bekannt. Als Schauspieler vor der Kamera wirkte er von 1969 bis 2014 in über 50 Film- und Fernsehproduktionen mit, darunter auch im Märchenfilmklassiker Drei Haselnüsse für Aschenbrödel (1973) und im oscarprämierten Filmdrama Amadeus (1984). Seine letzte Rolle hatte er in der tschechischen Fernsehserie Stopy zivota.
Jiří Krytinář starb am 29. September 2015 im Alter von 68 Jahren.

## Filmografie (Auswahl)
- 1969: Šest černých dívek aneb kam zmizel doktor Zajíc
- 1972: Das Mädchen am Scheideweg (Dívka na kosteti)
- 1973: Drei Haselnüsse für Aschenbrödel (Tři oříšky pro Popelku)
- 1979–1981: Die Märchenbraut (Arabela; Fernsehserie)
- 1981: Rübezahl und die Skiläufer (Krakonos a lyzníci)
- 1982: Der dritte Prinz (Třetí princ)
- 1983: Vom tapferen Schmied (O statecném kovári)
- 1984: Verschenktes Glück (Tři veteráni)
- 1984: Amadeus
- 1984: Fešák Hubert
- 1985: Das Tier II (Howling II: Your Sister Is a Werewolf)
- 1986: Der treue Johannes (Mahuliena, zlatá panna)
- 1989: Reise nach Südwest (Cesta na jihozápad)
- 1992: Die Tigerin
- 1993: Katja und die Gespenster (Kacenka a strasidla)
- 1993: Die Rückkehr der Märchenbraut (Arabela se vrací; Fernsehserie, 1 Folge)
- 1993: Die Abenteuer des jungen Indiana Jones (The Young Indiana Jones Chronicles; Fernsehserie, 1 Folge)
- 1996: Das Zauberbuch (Kouzelný měšec)
- 1996–1997: Hospoda (Fernsehserie, 38 Folgen)
- 1997: Nejasná zpráva o konci světa
- 2000: Der Bär ist los!
- 2002: Feuer, Eis & Dosenbier
- 2008: Bathory
- 2014: Stopy zivota (Fernsehserie, 1 Folge)